# Уокер, Уильям Генри Талбот
Уильям Генри Талбот Уокер (англ. William Henry Talbot Walker; 26 ноября 1816 — 22 июля 1864) — американский военный деятель, офицер армии США и участник мексиканской войны, впоследствии — генерал армии Конфедерации во время гражданской войны в США. Был несколько раз ранен в боях и погиб в сражении при Атланте.

## Ранние годы
Имя Уокера обычно пишу как William H.T. или W.H.T. Walker, чтобы отличить от двух других Уильямов Уокеров в армии Конфедерации. Он родился в Огасте в 1816 году, в семье Фримана Уокера (сенатора США и мэра Огасты) и его жены Мэр Гарлингтон Кресвелл. В юности Уильям обучался в Ричмонд-Академии в Огасте.
В 1832 году он поступил в военную академию Вест-Пойнт, и окончил её в 1836 году, 46-м по успеваемости в классе из 59-ти кадетов. Его определили в 6-й пехотный полк во временном звании второго лейтенанта. Уже через месяц он получил постоянное звание второго лейтенанта. Той зимой он служил во Флориде на озере Окичоби и 25 декабря в столкновении с семинолами (сражение при Окичоби) был тяжело ранен в шею, плечо, грудь, левую руку и ногу. В тот день ему присвоили временное звание первого лейтенанта. 1 февраля 1838 года он получил постоянное звание первого лейтенанта, а 31 октября уволился из армии США.
18 ноября 1840 года Уокер вернулся в армию США в звании первого лейтенанта. Его снова направили в 6-й пехотный полк, а 7 ноября 1845 года ему присвоили звание капитана.
Уокер принял участие в мексиканской войне: сражался при Контрерас и был ранен в сражении при Чурубуско. 20 августа ему присвоили временное звание майора за оба эти сражения. В сентябре он был снова ранен (в спину) в сражении при Молино-дель-Рей. За это сражение ему 8 сентября присвоили временное звание подполковника.
С 1849 по 1852 Уокер находился на рекрутской службе, а с 31 июля 1854 по 22 мая 1856 исполнял обязанности коменданта кадетов Вест-Пойнта. Он так же преподавал в Вест-Пойнте тактику, а 3 марта 1855 года получил постоянное звание майора 10-го пехотного полка. Из-за своих многочисленных ранений он получил прозвище «Мешок с пулями» (Shot Pouch).

## Гражданская война
После начала гражданской войны Уокер встал на сторону своего родного штата Джорджия. 20 декабря 1860 года он уволился из армии США и 1 февраля 1861 года был сделан полковником джорджианского ополчения. 13 марта он стал генерал-майором 1-й дивизии джорджианского ополчения и занимал эту должность до мая.
25 апреля 1861 года Уокер был переведён в армию Конфедерации в звании полковника. 25 мая ему присвоили звание бригадного генерала и 22 октября передали в его командование 1-ю бригаду 4-й дивизии военного департамента Северная Вирджиния. Через семь дней Уокер по невыясненным причинам уволился из армии Конфедерации и вернулся в джорджианское ополчение, прослужил там весь 1862 год и в январе 1863 года снова вернулся в армию Конфедерации.
9 февраля 1863 года снова получил звание бригадного генерала армии Конфедерации и в мае получил бригаду в Западном Департаменте. 21 мая он стал командовать дивизией и 23 мая получил звание генерал-майора. Это повышение активно поддержал командующий департаментом генерал Джозеф Джонстон, который считал Уокера «единственным офицером в своей команде, который способен возглавить дивизию». Летом 1863 года Уокер участвовал в Виксбергской кампании в отряде Джонстона. 14 мая 1863 года он участвовал в сражении при Джексоне - это было его первое сажение в ходе этой войны и первое после 1847 года.
В июле дивизия Уокера была переведена в департамент Миссисипи и Восточная Луизиана, и прослужила там до 23 августа, когда была передана резервному корпусу Теннессийской армии. Дивизия числилась там до 4 ноября. В сентябре Уокер командовал своей дивизией в ходе сражения при Чикамоге и одновременно был командиром корпуса, который состоял из его дивизии и дивизии генерала Лиддела.
В декабре 1863 года дивизия Уокера была частью Первого корпуса Теннессийской армии (под ком. генерала Харди), и состояла из трёх бригад:
- Бригада Хью Мерсера
- Бригада Стейтса Джиста
- Бригада Джона Джексона

Дивизия участвовала в сражении при Атланте 22 июля 1864 года, в ходе которого Уокер был застрелен пикетом федералов когда вел дивизию в атаку. Смерть наступила почти моментально, и командование дивизией перешло бригадному генералу Хью Мерсеру. В честь Уокера один из фортов укреплений Атланты был назван «Форт Уокер».
Уокер был похоронен на кладбище Уокер-Семетери пр Огаста-Колледже в Джорджии.

## Память
В 1878 году в Огасте был открыт "Монумент Конфедерации", который изображал четырёх генералов Юга: Роберта Ли, Томаса Джексона, Томаса Кобба и Уильяма Уокера.
На месте гибели Уокера под Атлантой установлен монумент в виде чугунной пушки. Монумент был воздвигнут в 1902 году в полумиле от настоящего места гибели, а в 1936 его передвинули ближе.